# Limbă vehiculară
În sociolingvistică, termenul limbă vehiculară denumește o limbă folosită de către vorbitori cu limbi materne diferite, pentru a comunica între ei. O asemenea limbă se mai numește și „auxiliară” sau „supralocală”. Mai ales în lingvistica anglofonă, o limbă vehiculară este numită lingua franca, generalizare a denumirii unei limbi mixte folosite în bazinul Mării Mediterane din Evul Mediu până pe la mijlocul secolului al XIX-lea.
Din punct de vedere sociolingvistic, limbile vehiculare sunt de mai multe tipuri. În primul rând pot fi naturale sau artificiale. Printre cele naturale pot fi nemixte sau mixte, cele artificiale fiind de regulă mixte. O limbă vehiculară naturală nemixtă este, de exemplu, orice limbă oficială a unui stat în care aceasta este și limba maternă a unui grup de locuitori majoritari, fiind vorbită și de locuitorii cu alte limbi materne, minoritari. Limbi naturale mixte sunt, de pildă, cele numite „pidginuri”, iar o limbă artificială mixtă este esperanto.

## Tipuri și exemple de limbi vehiculare

### Limbi naturale nemixte
În foarte multe state există grupuri de locuitori cu limbi materne diferite. Fiecare stat are o limbă sau mai mult de una cu un statut juridic superior, de regulă de limbă oficială, și pe lângă aceasta/acestea sunt limbi minoritare care nu au niciun statut juridic ori au unul, de exemplu sunt recunoscute ca limbi regionale sau minoritare. În aceste state, limba oficială are și funcția de limbă vehiculară pentru comunicarea între cei care o au ca limbă maternă și cei care au alte limbi materne, precum și pentru aceștia din urmă, cu limbi materne diferite, în măsura în care și-o însușesc drept limbă secundă. Este cazul, bunăoară, al limbii române în România.
Unele limbi naturale nemixte au fost sau sunt limbi vehiculare internaționale cu o răspândire mai mare sau mai mică.

### Limba greacăkoine
O asemenea limbă a fost în Antichitate varietatea limbii grecești numită koine, adică comună, formată în secolele al IV-lea – al III-lea î.Hr. pe baza dialectului atic (vorbit la Atena și în împrejurimi). S-a îmbogățit cu elemente din celelalte dialecte grecești, pierzându-și trăsăturile specific atice, devenind comună pentru greci în general, dar s-a impus și ca limbă internațională de înțelegere între populațiile din Balcani, Asia Mică și Egipt. A avut acest rol în partea de est a bazinului Mării Mediterane și în epoca elenistică, până inclusiv în perioada Imperiului Roman.

### Alte limbi naturale nemixte
Limba latină a fost de asemenea limbă vehiculară, mai întâi în Imperiul Roman, dar și după căderea acestuia, în diferite forme. În Evul Mediu a fost, în Europa Occidentală și Centrală, până în secolul al XII-lea, aproape singura limbă de cultură, după care a continuat să fie principala asemenea limbă, până în secolul al XV-lea, dar devenise o limbă artificială, pentru că o vorbeau și mai ales o scriau numai cărturarii, iar aceștia au intervenit conștient asupra ei în mod repetat. În timpul Renașterii, neo-latina (sau latina modernă) a continuat latina medievală cu aceleași funcții, deși mai limitate. A fost limba bisericii catolice, a administrațiilor, a literaturii, a științelor, a diplomației. Latina medievală și neo-latina erau cu predilecție scrise, dar și vorbite în contactele internaționale.
Un rol asemănător a avut și mai are limba arabă clasică în calitate de limbă universală a Islamului, în țări din Asia și din Africa în care se vorbesc multe limbi foarte diferite unele de altele și de arabă. Este în același timp și limba comună a arabilor care au învățat-o în școli pe lângă dialectele arabe materne ale lor, foarte diferite de araba clasică.
Ca limbă vehiculară internațională, latina a fost înlocuită treptat de limba franceză, aceasta fiind, în secolele XVII-XIX, limba culturii, științei și diplomației în Europa și în afara ei. Ulterior a devenit limbă vehiculară în toate domeniile, în imperiul colonial francez, continuând să îndeplinească acest rol și în secolul al XXI-lea, în țările numite francofone, foste colonii franceze. Pe lângă aceasta este limbă vehiculară și în Franța însăși, unde mai sunt și limbi regionale. În mai multe țări francofone africane, în care se vorbesc multe idiomuri, este limbă oficială și practic singurul mijloc de comunicare prin limbă a tuturor locuitorilor, în măsura în care o cunosc. Franceza continuă să fie limbă internațională pe locul al doilea, inclusiv ca una din limbile oficiale și de lucru în majoritatea organizațiilor internaționale.
Limba engleză este pe locul întâi ca limbă vehiculară în interiorul țărilor din fostul imperiu colonial britanic, fiind limbă oficială în peste 50 din acestea. Totodată este limbă oficială și de lucru în organizațiile internaționale, cea mai importantă limbă în comerțul internațional, și învățată ca limbă secundă de cele mai multe persoane în lume. Este de asemenea cea mai importantă limbă vehiculară a științelor, printre care și a lingvisticii.
Altă limbă vehiculară devenită internațională mai ales la sfârșitul secolului al XX-lea este limba rusă, limba oficială a întregii foste Uniuni Sovietice, pe lângă limbile oficiale ale republicilor membre, și care continuă să fie, deși în mai mică măsură, limbă vehiculară pe tot fostul teritoriu al URSS.
Sunt și limbi vehiculare naturale cu răspândire mai redusă. De exemplu, în toată Africa de Est și în estul Zairului, limba swahili, din familia limbilor bantu, servește ca mijloc de comunicare între vorbitori având ca limbi materne alte limbi bantu sau limbi din alte familii. În multe părți din Africa de Vest, o limbă cu un asemena rol este hausa. În America de Sud, pe coastele Braziliei, s-a folosit înainte de secolul al XIX-lea limba tupinambá, din aceeași familie cu limba guarani, ca limbă vehiculară a amerindienilor.

### Limbi naturale mixte
În unele situații de contact între limbi, precum schimburi comerciale, colonizare, sclavie sau migrație, s-au format limbi vehiculare prin amestec de elemente din două sau mai multe limbi. Formarea lor era impusă de urgența necesității de avea un mijloc de comunicare în condiții în care părțile implicate nu se înțelegeau prin limba uneia sau a celeilalte. Limbile mixte erau reduse ca lexic la necesitățile tipului de relație în care erau vorbitorii lor, aveau un fonetism cu trăsături comune limbilor sursă și o structură gramaticală simplă. Astfel erau limbile numite „pidginuri” și cele numite „sabiruri”.

#### Pidginuri
Un pidgin este o limbă mixtă formată de regulă între două limbi, sau între mai multe, dintre care una singură a servit ca suprastrat. Pidginuri au început să se formeze încă din secolul al XV-lea, mai ales între limbi europene ca engleza, franceza, portugheza sau spaniola, și limbi indigene din Africa, Asia de Sud, Asia de Sud-Est și America, culminând în perioada formării imperiilor coloniale, dar și unele la care nu a participat limba vreunei puteri coloniale. În cazul primelor, limba europeană forma suprastratul, furnizând cea mai mare parte a lexicului, iar cealaltă, ca substrat, avea un impact mai mare asupra sistemului fonologic, a semantismului și a structurii gramaticale.
Pidginurile nu au avut viață lungă. Unele au dispărut atunci când n-au mai avut motiv să existe, ca de exemplu cel numit russenorsk, format între limbile rusă și norvegiană în a doua jumătate a secolului al XVIII-le și folosit până la începutul secolulul al XX-lea. Altele au evoluat, încetând să mai fie pidginuri și devenind limbi numite „creole”, unele ajungând să fie limbi oficiale, precum bislama, în Vanuatu, cu suprastrat englez și substrat dat de limbile indigene melaneziene.

#### Sabiruri
Termenul „sabir” de la verbul saber „a ști” din spaniolă, portugheză, catalană și occitană, este o altă denumire a lingua franca mediteraneene (vezi mai jos). Denumirea „sabir” s-a generalizat în lingvistica franceză pentru limbi mixte de aceeași natură ca lingua franca, ce se deosebesc de pidginuri în primul rând prin faptul că sunt formate pe baza mai multor limbi, dintre nu se poate identifica una singură ca suprastrat. Altă deosebire este că au un sistem gramatical și mai simplu decât pidginurile. În lingvistica anglofonă, termenului „sabir” îi corespunde tot „pidgin”.
Astfel de sisteme lingvistice au existat, de exemplu, între limbi amerindiene. Chinook era un sabir între limbi amerindiene din nord-vestul Americii de Nord, iar cel numit mobilian jargon era format de limbi din familia muskogean din partea de sud a văii Mississippi, limbile mai importante care au contribuit la ele fiind chickasaw și choctaw.

##### Lingua franca
Lingua franca, numită și sabir, era vorbită în bazinul Mării Mediterane, între secolul al XI-lea și mijlocul secolului al XIX-lea. Era folosită mai ales de negustori europeni în contactele cu cei turci și arabi, dar și de marinari, de creștini capturați de pirați musulmani din Maghreb și de cei care îi țineau captivi, precum și de diplomați francezi trimiși aici. Cuvintele acestei limbi erau preponderent romanice, din italiană, spaniolă, catalană, occitană, franceză și portugheză, și unele din greacă, turcă și arabă.

### Limbi artificiale
Este estimat la peste 900 numărul încercărilor de a crea sisteme lingvistice care să servească drept limbi vehiculare internaționale. Unele au fost create pe baza unor limbi naturale, altele din elemente total sau parțial inventate. Unele din prima categorie se bazează pe o singură limbă, altele pe limbi din aceeași familie relativ restrânsă, altele au surse mai variate. Numai dintre limbile bazate pe limbi naturale au avut ori au unele un oarecare succes, dar fără a putea concura limbile internaționale naturale. Printre cele mai cunoscute limbi artificiale bazate pe limbi naturale sunt volapük, esperanto, ido, lingua franca nova și interlingua.

#### Esperanto
Limba internațională artificială cea mai de succes este esperanto, a cărei creare a fost începută de Ludovic Lazar Zamenhof. Lexicul său cuprinde circa 3.500 de radicali, cei mai mulți din limbile romanice și germanice, care pot fi derivați cu zece prefixe și 26 de sufixe. Sistemele sale fonologic și gramatical sunt foarte simple. Acesta din urmă are șaisprezece reguli fără excepții.

#### Interlingua
Interlingua a fost creată în cursul a mai mulți ani de o echipă de lingviști, prima ei gramatică și primul ei dicționar (bilingv cu engleza) fiind publicate în 1951, sub conducerea lui Alexander Gode. Dicționarul conținea lexicul limbii, constând din circa 27.000 de cuvinte, majoritatea de orgine latină moștenite de limbile romanice și prezente și în alte limbi. Mai cuprindea și cuvintele grecești devenite internaționale, precum și cuvinte din alte limbi intrate în limbi romanice. Structura gramaticală a limbii este bazată tot pe limbile romanice, dar simplificată, de exemplu prin eliminarea exprimării prin terminații a genului gramatical și a persoanei verbului .

#### Medžuslovjansky jezyk
Medžuslovjansky jezyk „limba interslavă” este o limbă artificială mixtă bazată pe limbile slave, concepută de o echipă de lingviști. Versiunea ei actuală a fost stabilită în 2017. Lexicul limbii cuprinde cuvintele comune tututor limbilor slave sau unei majorități a lor, precum și cuvintele străine intrate în acestea. În gramatică se reține exprimarea tuturor categoriilor gramaticale comune limbilor slave sau majorității lor, precum genurile, numerele, cazurile, aspectele verbale, persoanele verbului, dar sistemul este simplificat prin eliminarea a cât mai multe excepții, iar în domeniul verbului, prin reținerea numai a formelor modale și temporale comune. Sunetele pot fi pronunțate și scrise în variantele diferite la care au evoluat din limba slavă veche în limbile slave actuale. Se folosește și alfabetul chirilic, și cel latin.

#### Basic English
Basic English „engleza de bază” este un exemplu de limbă artificială bazată pe o singură limbă naturală, în sensul că are numai un conținut și reguli care există în engleza modernă, dar mult reduse cantitativ. A fost creată de Charles Kay Ogden și prezentată în trei lucrări ale acestuia, în 1930 și 1932. Lexicul ei cuprinde 850 de cuvinte, dintre care 600 substantive, 150 de adjective și 100 de cuvinte gramaticale (verbe auxiliare, articole, prepoziții, conjuncții, unele adverbe), fiecare cu mai multe sensuri, precum can „a putea”, do „a face”, across „peste, prin”, after „după”, to „la”, the (articol hotărât), all „tot”, if „dacă” not, „nu”, very „foarte” etc. Sunt reținute numai 18 verbe cu sens lexical, care se combină cu alte categorii de cuvinte, înlocuind circa 4.000 de verbe din engleza naturală. De exemplu, sintagma put together, literal „a pune împreună”, înlocuiește assemble „a asambla” și combine „a combina”. Regulile de formare a cuvintelor și cele gramaticale sunt ale limbii naturale, dar reduse, referitoare la conjugare, la formarea pluralului, la folosirea unor prefixe și sufixe lexicale și gramaticale ca un- (prefix negativ), -er (sufix formator de nume de agent), -ing (sufix de gerunziu), -ed (sufix de participiu), -ly (sufix formator de adverbe) etc..